# Marina Pastor
Pour les articles homonymes, voir Pastor.
Marina Pastor est une actrice et scénariste française.

## Biographie
Originaire des Cévennes, Marina Pastor monte à Paris à la fin des années 1980, où elle étudie le théâtre au Cours Florent.
Elle joue au théâtre de l'Aquarium à la cartoucherie de Vincennes et ensuite au Théâtre de La Commune dirigé par le metteur en Scène et acteur Didier Bezace avec lequel elle aura un fils, Louis, en 1997.
À partir de septembre 2011, elle interprète la mère de Kyan Khojandi dans la série Bref, diffusée dans l'émission Le Grand Journal sur Canal+.

## Théâtre
- 1990 : Le véritable Saint Genest comédien et martyr de Jean de Rotrou, mise en scène André Steiger. Comédie Française.
- 1992 : Le chant des signes écrit et mis en scène par Joël Dragutin. Théâtre 95 / Tournée / Montréal.
- 1994 : L'aire du Muguet de Michel Tournier, mise en scène Christian Fregnet. Collège Saint Jean-Baptiste de La Salle / Avignon / Tournée.
- 1995 : La baie de Naples écrit et mis en scène par Joël Dragutin. Théâtre Sylvia Montfort / Théâtre 95 / Tournée.
- 1996 : La Noce chez les petits bourgeois et Grand peur et misère du 3e reich de Bertolt Brecht) - Didier Bezace. Théâtre Aquarium/La Commune / Avignon IN Benoit 12 / Tournée.
- 1996 : Le jour et la nuit d'après Pierre Bourdieu, mise en scène Didier Bezace. Théâtre de la Commune / Aquarium / Tournée.
- 1998 : Une envie de tuer sur le bout de la langue de Xavier Durringer. Théâtre de la Commune / Tournée.
- 1999 : Le Colonel Oiseau de Hristo Boytchev, mise en scène Didier Bezace. Théâtre de la Commune / Avignon IN, Cloitre des Carmes / Tournée.
- 1999 La chance de sa vie d'Alan Bennett, mise en scène Didier Bezace, conception Marina Pastor. Théâtre de la Commune.
- 2001 : Love Letters d'après Albert Ramsdell Gurney, mise en scène Bernard Jourdain.
- 2004 : Les Modèles de Léa Fazer, mise en scène de Scali Delpeyrat. Théâtre de la Tempête, Cartoucherie, Théâtre du Chaudron.
- 2014 : De Grandes Espérances d'après Charles Dickens, mise en scène Marjorie Nakache. Studio Théâtre / La chapelle du verbe / Tournée[3].
- 2015 : Tant d'espace entre nos baisers de Joël Dragutin, mise en scène Sarah Capony. Théâtre 95[4] / Les Déchargeurs / Le Chien qui fume / Tournée.
- 2015 : Erreur de Construction de Jean-Luc Lagarce, mise en scène Joel Dragutin. Théâtre 95.
- 2018 : Tous mes rêves partent de gare d'Austerlitz de Mohamed Kacimi, mise en scène Marjorie Nakache au Théâtre 13 / Studio Théâtre Stains[5].
- 2020 et 2022 : Synthese de Lisa Bretzner. Théâtre Montmartre Galabru / festival Avignon.

## Filmographie

### Cinéma
- 1988 : Les Gauloises blondes de Jean Jabely : une Gauloise
- 2009 : Une semaine sur deux (et la moitié des vacances scolaires) d'Ivan Calbérac : Caroline

### Télévision

#### Séries télévisées
- 1994 : Les garçons de la plage de Jean-Luc Azoulay : Diane
- 1995 : Seconde B de Didier Albert : Aline Guérin
- 1996 : Les Années fac de Jean-François Porry : Sabine
- 1996 : Les Nouvelles Filles d'à côté de Jean-Luc Azoulay : Marie-Christine
- 1999 : La Crèche de Jacques Fansten et Patrice Martineau : Nathalie
- 2001 : Julie Lescaut (épisode Disparitions de la saison 10) : Charlotte Servais
- 2002 : Commissariat Bastille : Ingrid
- 2002 à 2004 : SOS 18 de Didier Cohen et Alain Krief : Élise Servin
- 2011 à 2012 puis 2025 : Bref de Kyan Khojandi et Bruno Muschio : la mère de « Je »

#### Téléfilms
- 2008 : Comprend rien aux femmes de Michaëla Watteaux

### Scénariste
- 2008 : Comprend rien aux femmes de Michaëla Watteaux (TV)

### Doublage
- 2004 : Ellen Pompeo dans Retour à la fac : Nicole[6]